# Mistrzostwa Polski w Łyżwiarstwie Szybkim w Wieloboju Sprinterskim 2015
34. Mistrzostwa Polski w wieloboju sprinterskim odbyły się w dniach 24-25 stycznia 2015 roku na torze COS w Zakopanem.

## Kobiety
| Pozycja | Zawodniczka          | Klub                           | 500 m | Pkt. | 1000 m | Pkt. | 500 m | Pkt. | 1000 m | Pkt. | Suma pkt. |
| ------- | -------------------- | ------------------------------ | ----- | ---- | ------ | ---- | ----- | ---- | ------ | ---- | --------- |
| 01 !    | Luiza Złotkowska     | UKS Sparta Grodzisk Mazowiecki |       |      |        |      |       |      |        |      | 162,945   |
| 02 !    | Aleksandra Kapruziak | Pilica Tomaszów Mazowiecki     |       |      |        |      |       |      |        |      | 165,910   |
| 03 !    | Katarzyna Woźniak    | AZS-AWF Katowice               |       |      |        |      |       |      |        |      | 166,600   |

## Mężczyźni
| Pozycja | Zawodnik        | Klub                   | 500 m | Pkt. | 1000 m | Pkt. | 500 m | Pkt. | 1000 m | Pkt. | Suma pkt. |
| ------- | --------------- | ---------------------- | ----- | ---- | ------ | ---- | ----- | ---- | ------ | ---- | --------- |
| 01 !    | Artur Nogal     | Fundacja Legia         |       |      |        |      |       |      |        |      | 144,930   |
| 02 !    | Zbigniew Bródka | Błyskawica Domaniewice |       |      |        |      |       |      |        |      | 145,965   |
| 03 !    | Piotr Michalski | SKŁ Górnik Sanok       |       |      |        |      |       |      |        |      | 147,140   |

## Biegi drużynowe

### Kobiety
| Pozycja | Klub                       | Zawodniczki | Rezultat |
| ------- | -------------------------- | ----------- | -------- |
| 1.      | Pilica Tomaszów Mazowiecki |             | 1:38,84  |
| 2.      | MKS Cuprum Lubin           |             | 1:41,20  |
| 3.      | AZS-AWF Katowice           |             | 1:54,75  |

### Mężczyźni
| Pozycja | Klub                       | Zawodnicy                                     | Rezultat |
| ------- | -------------------------- | --------------------------------------------- | -------- |
| 1.      | SKŁ Górnik Sanok           | Piotr Michalski, Maciej Biega, Marcel Drwięga | 1:26,07  |
| 2.      | Orzeł Elbląg               |                                               | 1:26,34  |
| 3.      | Pilica Tomaszów Mazowiecki |                                               | 1:28,40  |